# Огава, Кадзуса
Кадзуса Огава (яп. 小川 和紗; род. 16 февраля 1997 года, Итихара, Тиба, Япония) — японская парадзюдоистка. Бронзовая призёрка летних Паралимпийских игр 2020 в Токио и летних Паралимпийских игр 2024 в Париже.

## Биография
Начала заниматься дзюдо в седьмом классе. До этого в начальной школе 3 года занималась прыжками в длину, но была вынуждена прекратить тренировки из-за проблем со зрением.
29 августа 2021 года приняла участие на летних Паралимпийских играх 2020 в Токио в весовой категории до 70 кг. В 1/8 финала победила гречанку Теодору Пасхалиду, в четвертьфинале получила автоматическую победу, в полуфинале уступила грузинке Ине Калдани. В матче за третье место победила выступавшую под нейтральным флагом россиянку Ольгу Забродскую и завоевала «бронзу» игр.
6 сентября 2024 года приняла участие на летних Паралимпийских играх 2024 в Париже в весовой категории до 70 кг (класс J2). В четвертьфинале победила казахстанскую дзюдоистку Аялу Мереке, в полуфинале уступила бразильянке Алане Малдонаду. В матче за третье место победила другую бразильянку Келли Викториу и вновь стала обладательницей бронзовой медали Паралимпиады.

## Основные спортивные результаты
| Год  | Турнир                          | Место проведения | Категория    | Место |
| ---- | ------------------------------- | ---------------- | ------------ | ----- |
| 2018 | Чемпионат мира                  | Одивелаш         | до 70 кг     | 7     |
| 2021 | Летние Паралимпийские игры 2020 | Токио            | до 70 кг     | 3     |
| 2022 | Чемпионат мира                  | Баку             | до 70 кг, J2 | 5     |
| 2024 | Летние Паралимпийские игры 2024 | Париж            | до 70 кг, J2 | 3     |
| 2025 | Чемпионат мира                  | Астана           | до 70 кг, J2 | 3     |